# Reichsstände

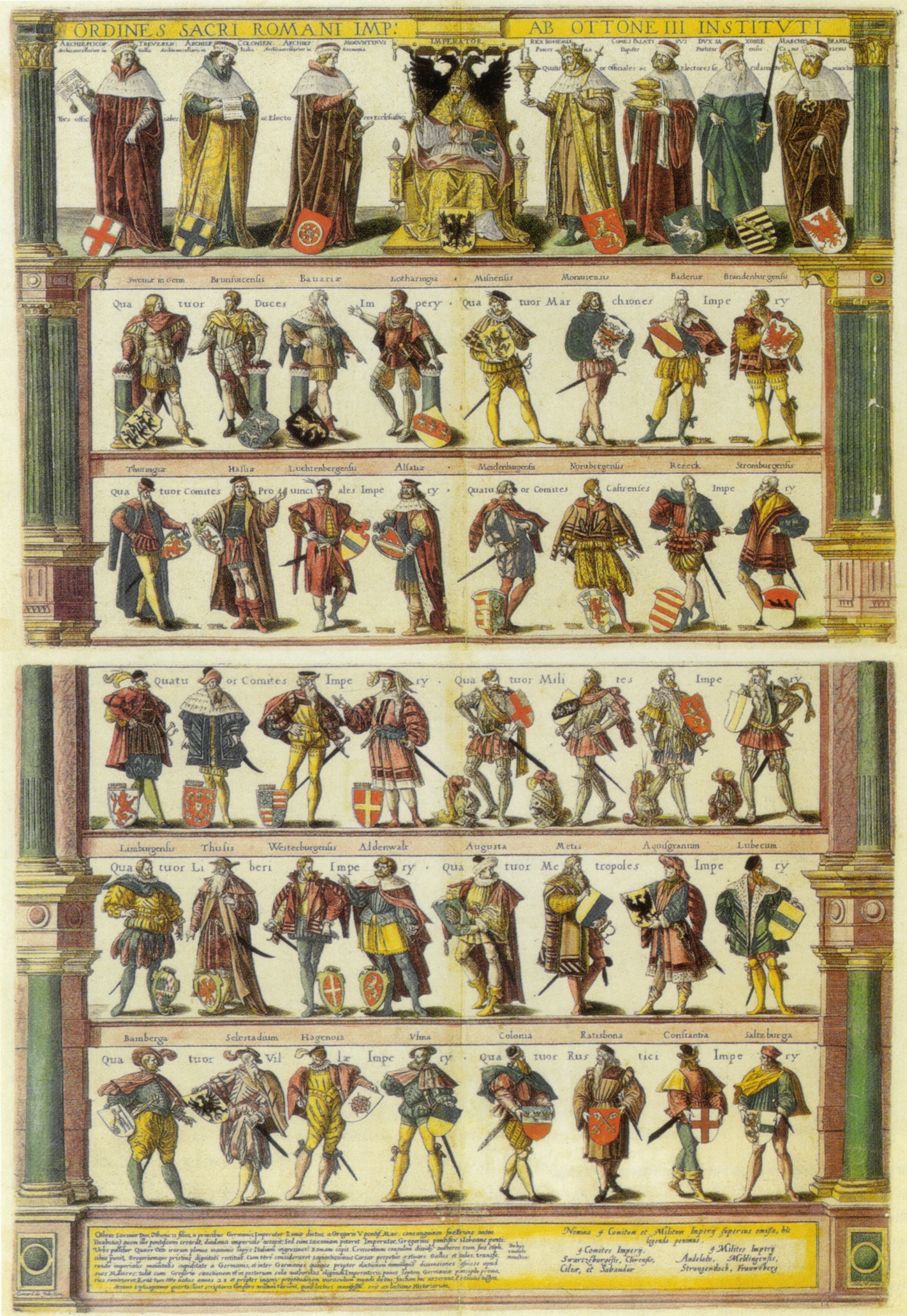
Symbolische Darstellung der Reichsstände auf einem Kupferstich von 1606

Die Reichsstände des Heiligen Römischen Reiches Deutscher Nation waren diejenigen Personen und Korporationen, die Sitz und Stimme im Reichstag besaßen.

## Zusammensetzung
Dies waren in der Frühen Neuzeit mehr als 300 geistliche und weltliche Fürsten, Prälaten, Grafen und Herren sowie Vertreter von Ritterorden und Freien Städten und Reichsstädten. Die Reichsstandschaft konnte durch den Kaiser auch solchen Personen verliehen werden, die über kein Territorium verfügten(Personalisten). Ab dem Jahr 1654 war aber zum Erwerb der Reichsstandschaft der Besitz eines reichsunmittelbaren Territoriums erforderlich, d. h. eines Lehens, das direkt vom römisch-deutschen Kaiser vergeben wurde. Erforderlich waren zudem die kaiserliche Approbation, die Aufnahme in das betreffende Kollegium des Reichstages und die Zustimmung des ganzen Reichstages sowie ab 1500 die Aufnahme in einen der ursprünglich sechs – ab 1512 zehn – Reichskreise. Außerdem wurde in der Regel die Übernahme eines bestimmten Beitrags zu den militärischen Lasten (Römermonat) für das Reichsheer und zum Unterhalt des Reichskammergerichts als Kammerzieler verlangt. Alle Reichsstände waren in der Reichsmatrikel verzeichnet.
Geistliche Reichsstände waren:
- die drei geistlichen Kurfürsten: die Erzbischöfe von Mainz, Köln und Trier,
- andere hohe kirchliche Würdenträger, die über ein eigenes weltliches Territorium herrschten (z. B. Fürstbischöfe, Fürstäbte bzw. Prälaten und Äbtissinnen),
- die Hochmeister der Ritterorden (Deutscher Orden, Johanniter).

Zu den weltlichen Reichsständen gehörten:
- die vier – später sechs – weltlichen Kurfürsten: der Pfalzgraf bei Rhein (Kurpfalz), der Herzog von Sachsen-Wittenberg (Kursachsen), der Markgraf von Brandenburg und der König von Böhmen; ab 1623/48 der Herzog von Bayern, ab 1692/1708 auch der Herzog von Braunschweig-Lüneburg-Calenberg (Kurhannover),
- Reichsfürsten, Grafen und Herren,
- die Freien Städte und Reichsstädte.

Seit 1489 waren die Stände im Reichstag des Heiligen Römischen Reiches in drei Kollegien gegliedert. Man unterschied das Kurfürstenkollegium/den Kurfürstenrat, den Reichsfürstenrat und das Kollegium der Reichsstädte. Die Grafen und Herren waren innerhalb des Reichsfürstenrats nicht mit Einzel- bzw. Virilstimmen vertreten, sondern als Mitglieder von zunächst zwei, später vier Grafenbänken, die je eine Kuriatstimme führten.
Die Reichsritter waren zwar reichsunmittelbar, jedoch nicht als Stände auf dem Reichstag vertreten; sie versuchten mehrfach vergeblich, für sich wenigstens eine korporative Reichsstandschaft zu erlangen.

## Geschäftsgang auf dem Reichstag
Für einen Reichsschluss war die Zustimmung aller drei Kollegien erforderlich.
Jeder Kurfürst, Fürst und Fürstbischof verfügte im Reichstag über eine eigene Stimme, die sogenannte Virilstimme (von lat. vir für ‚Mann‘). Die Grafen waren dagegen in vier Kollegien zusammengeschlossen, in die westfälische, die wetterauische, die fränkische und die schwäbische Grafenbank, die jeweils nur eine gemeinsame Kuriatstimme hatten. Auch die Freien Reichsstädte bildeten zwei Kollegien, die rheinische und die schwäbische Bank.
Die Reichsstände waren dem Kaiser reichssteuerpflichtig und mussten Truppenkontingente zur Reichsarmee stellen. Alle Reichsstände waren zur persönlichen Teilnahme an den Reichstagen verpflichtet; die Entsendung eines Vertreters war möglich. Im Gegenzug konnte kein allgemeines Reichsgesetz ohne Verabschiedung durch die Reichsstände erlassen werden. Sie konnten über die Erklärung des Reichskrieges und über den Abschluss von Verträgen zwischen dem Reich und anderen Staaten sowie über die Errichtung neuer Fürstentümer beschließen.

## Entwicklungen
Im Westfälischen Frieden wurde den Ständen ein internationales Bündnisrecht zugestanden, gebunden an einen Treuevorbehalt gegenüber Kaiser und Reich.
Mit der Entstehung von stehenden Heeren im 17. und 18. Jahrhundert bei den mächtigsten Fürsten entstand ein Armierter Reichsstand, der gegenüber den nichtarmierten Ständen die extremen Machtunterschiede im Reich zeigte und den Armierten Ständen ermöglichte, Einfluss auf die Reichspolitik zu nehmen.